# Cóc bà mụ Maroc
Cóc bà mụ Maroc (tên tiếng Pháp: Crapaud Accoucheur), tên khoa học Alytes maurus, là một loài ếch thuộc họ Discoglossidae. Đây là loài đặc hữu của Maroc.
Môi trường sống tự nhiên của chúng là rừng ôn đới, thảm cây bụi kiểu Địa Trung Hải, sông ngòi, đầm nước ngọt, suối nước ngọt, vùng nhiều đá, và vườn nông thôn.

## Hình ảnh